# Xalet al Rabassalet 1
El Xalet al Rabassalet 1 és un edifici modernista del municipi de Sant Cugat del Vallès (Vallès Occidental) que forma part de l'Inventari del Patrimoni Arquitectònic de Catalunya.

## Descripció
És un xalet arrebossat amb color rosat. De planta rectangular, té primer pis i una planta. Presenta decoració modernista a les llindes de les finestres de tema floral fets amb terracota. El rematat de la façana principal amb un frontó motllurat. S'accedeix a la porta principal per unes escales amb baranes de terracota. L'edifici en conjunt té molta semblança amb la casa Barnils o casa Mir de Sant Cugat del Vallès.